# Max Kisman
Max Kisman (Doetinchem, 1953) è un grafico e illustratore olandese.

## Biografia
Studia illustrazione e animazione ad Amsterdam, nel 1986 fonda TYP (Typografisch Papier) e dal 1992 crea animazioni per VPRO (Vrijzinnig Protestantse Radio Omroep).
Nel 2002 viene ammesso all’AGI (Alliance Graphique Internationale), un’associazione internazionale che riunisce i migliori grafici, designer e illustratori del mondo.

## Grafica olandese del XX secolo
La tradizione grafica olandese della prima metà del ‘900 prevede elaborati statici con colori primari (giallo, rosso e blu) che si ispirano alla corrente artistica De Stijl conferendo ai manifesti un carattere rigido in concomitanza con il font scelto per la parte testuale, come si può notare nelle opere di Piet Zwart e Paul Schuitema.
Negli elaborati di entrambi è ricorrente la scelta grafica di lasciare lo sfondo bianco che di conseguenza risulta essere preponderante nella composizione.
Per quanto riguarda la scelta del font questa ricade su un carattere razionalista con forme pure, minimaliste in cui le proporzioni delle lettere risultano allungate e condensate e spesso non presentano le grazie. Un esempio del font scelto per la parte tipografica del testo è il Double Alphabet di Schuitema.
È inoltre possibile notare il largo impiego dello strumento fotografico per arricchire e meglio veicolare il messaggio rappresentato.
Anche nella seconda metà dal XX secolo i grafici olandesi, tra cui Pieter Brattinga, rinnovano la scelta dei colori ampliando la varietà cromatica nonostante continui a predominare lo sfondo bianco e il colore rosso, come avveniva negli elaborati di Schuitema.
Brattinga apporta una variazione rispetto alla grafica olandese del primo novecento per quanto riguarda la semplificazione delle forme. Infatti dalla fotografia si passa ad un utilizzo delle figure geometriche. Questo aspetto verrà poi sviluppato da grafici successivi come Kisman.

## Max Kisman e il distacco dalla tradizione olandese
Max Kisman, al contrario degli artisti della prima metà del secolo passato, come Zwart e Schuitema giunge a elaborati estremamente colorati che si contrappongono alla scelta tradizionale di improntare la scelta cromatica su una tinta propone invece il bianco e un colore primario che risultava prevalentemente il rosso proponendo gamme cromatiche che partono dal fucsia fino ad arrivare all’azzurro e al verde intenso.
Indubbiamente, come per tutti i grafici degli ultimi anni del XX secolo, Kisman è stato influenzato dallo sviluppo della tecnologia e del web e, al contrario dei grafici olandesi del secondo ‘900, non si lascia influenzare dai retaggi culturali della propria tradizione e rompe definitivamente con la storia grafica olandese anche nella scelta del carattere tipografico. Infatti è lui stesso a produrre i font, squadrati e coerenti con proprio stile, che utilizza per le parti testuali dei suoi poster.
Prendendo in esame il poster “Bonjour Toulouse-Lautrec” del 2001 e l’illustrazione “Bfrika” del 2002 è possibile notare la differenza dai poster tradizionali per quanto riguarda colore e testo.
Nel suo poster “Bonjour Toulouse-Lautrec” Kisman mostra una delle sue caratteristiche che risulta essere la ripresa di concetti preesistenti per la rielaborazione in chiave illustrativa per semplificare la forma fino a giungere ad un tratto quasi geometrico e simbolico.

Questa tendenza alla semplificazione è in accordo con la filosofia che lui stesso promuove con lo slogan “the complexity of semplicity” (workshop tenuto a Urbino nel 2016). Il concetto si pone in contrasto con lo stile novecentesco del suo paese che prevede l’impiego della fotografia per una maggiore resa realistica.
Nel caso specifico Kisman riprende l’iconica immagine delle gambe delle ballerine di Can-can rappresentate dal pittore francese Henri de Toulouse Lautrec agli inizi del ‘900 rendendole un segno semplice ma fortemente evocativo.
Il manifesto rende un senso di dinamicità grazie alla composizione decentrata e alla scelta del lettering che, con la variazione del corpo del carattere, ne amplifica il movimento.
Il font in sé perde le caratteristiche statiche e l’aspetto geometrico mettendo invece in risalto la vivacità che si deve all’irregolarità dello spessore. In questo modo viene meno la proporzionalità tipica del razionalismo.
Il contrasto viene ulteriormente ripreso nella contrapposizione figura-sfondo che viene evidenziato dalla scelta di colori fortemente in contrasto tra loro (bianco e nero, giallo e rosso).
L’illustrazione “Bfrika” è un ulteriore esempio della volontà di Kisman di sottolineare il contrasto. Infatti dallo sfondo emerge la figura semplificata del continente africano che risalta ulteriormente grazie alla scelta del colore fucsia contrapposto al nero e al piccolo particolare in bianco.
La caratterista principale dell’illustrazione è il font omonimo progettato dallo stesso Kisman. Il lettering sembra riproporre il contrasto tra la figura e lo sfondo tramite l’introduzione di una cornice che mette in risalto e definisce il contorno della lettera.
Come nel poster “Bonjour Toulouse-Lautrec” viene meno la staticità poiché l’utilizzo di dimensioni diverse genera ritmo e movimento all’interno della composizione.
Questi esempi sono in forte disaccordo con i grafici scelti come rappresentanza della tradizione grafica olandese.
In conclusione, per le diverse analisi proposte, è possibile affermare che Kisman si pone in contrasto con la tradizione del suo paese per quanto riguarda la scelta cromatica e la font ma abbraccia le semplificazioni grafiche introdotte da Pieter Brattinga elaborando uno stile contemporaneo.